# Lunca, Tulcea
Lunca este un sat în comuna Ceamurlia de Jos din județul Tulcea, Dobrogea, România. Se află în partea de sud a județului.
Satul Lunca, sub ocupația otomană a purtat denumirea, în turcă Canlî-Bugeac.
Localitatea Lunca este așezată în partea de sud-est a județului Tulcea, pe malul lacului Golovița, în depresiunea Jurilovca din podișul Babadagului. Un procent important din populație are origine bulgara(35-40%), prezenta ei aici fiind una veche, posibil încă din sec 7-8. Astăzi mai sunt cam 30 de familii care inca mai vorbesc limba bulgara, dar e cunoscuta la un nivel avansat mai mult de vârstnici.
Are o climă litoral-maritimă cu precipitații medii anuale sub 400mm, cu vânturi predominante din sectoarele estic și nordic ce bat cu 7,5-15,2 m/s, mai rar 55–77 m/s.
Primul român care a venit și s-a stabilit în sat a fost un flăcău ardelean, care, pe la 1849, după revoluția de la 1848, a reușit să scape de prigoana austro-ungară.

## Atracții turistice
- Complexul Casa Pescarilor, cu specific pescăresc